# Дробний Іван Семенович
Іва́н Семе́нович Дро́бний (16 січня 1931, село Богуславець, нині Золотоніського району Черкаської області — 22 жовтня 2018) — український поет. Член Національної спілки письменників України (від 1977 року).

## Біографічні відомості

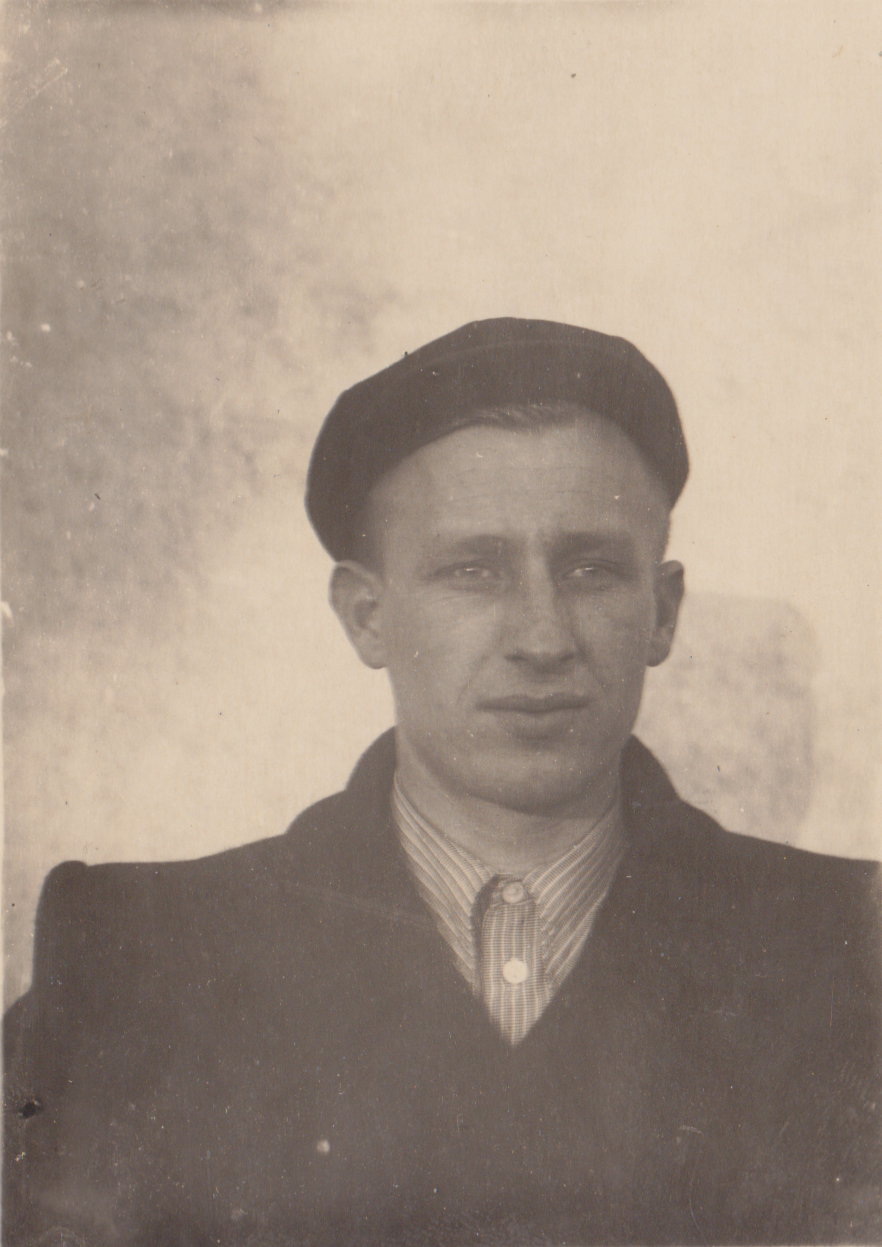
Іван Дробний (1956 рік)

1954 року закінчив мовно-літературний факультет Черкаського педагогічного інституту. За фахом учитель української мови і літератури.
Був 30 років на педагогічній роботі. Працював учителем Золотоніської середньої школи. Нагороджено Грамотою Міністерства освіти УРСР.
Лауреат обласної літературно-публіцистичної премії імені В. Симоненка.

## Творчість
Друкується від 1954 року.
Автор збірок поезій:
- «Добридень, люди» (1962);
- «Білий світ» (1976);
- «Троїсті музики» (1983);
- «Блакитне дерево Дніпра» (1988);
- «Груша серед поля» (1996);

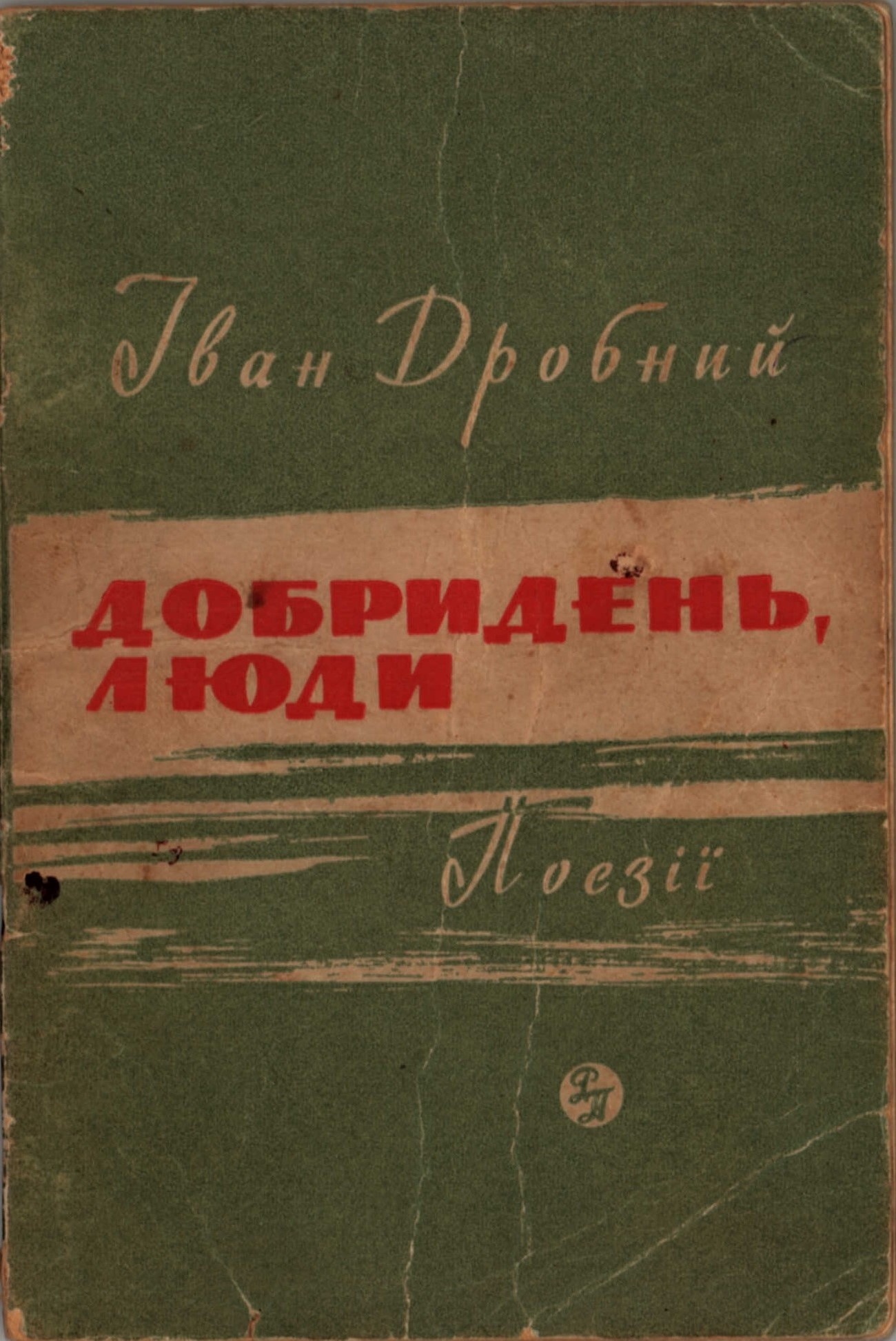
Фото збірки поезій «Добридень, люди» (1962 рік)

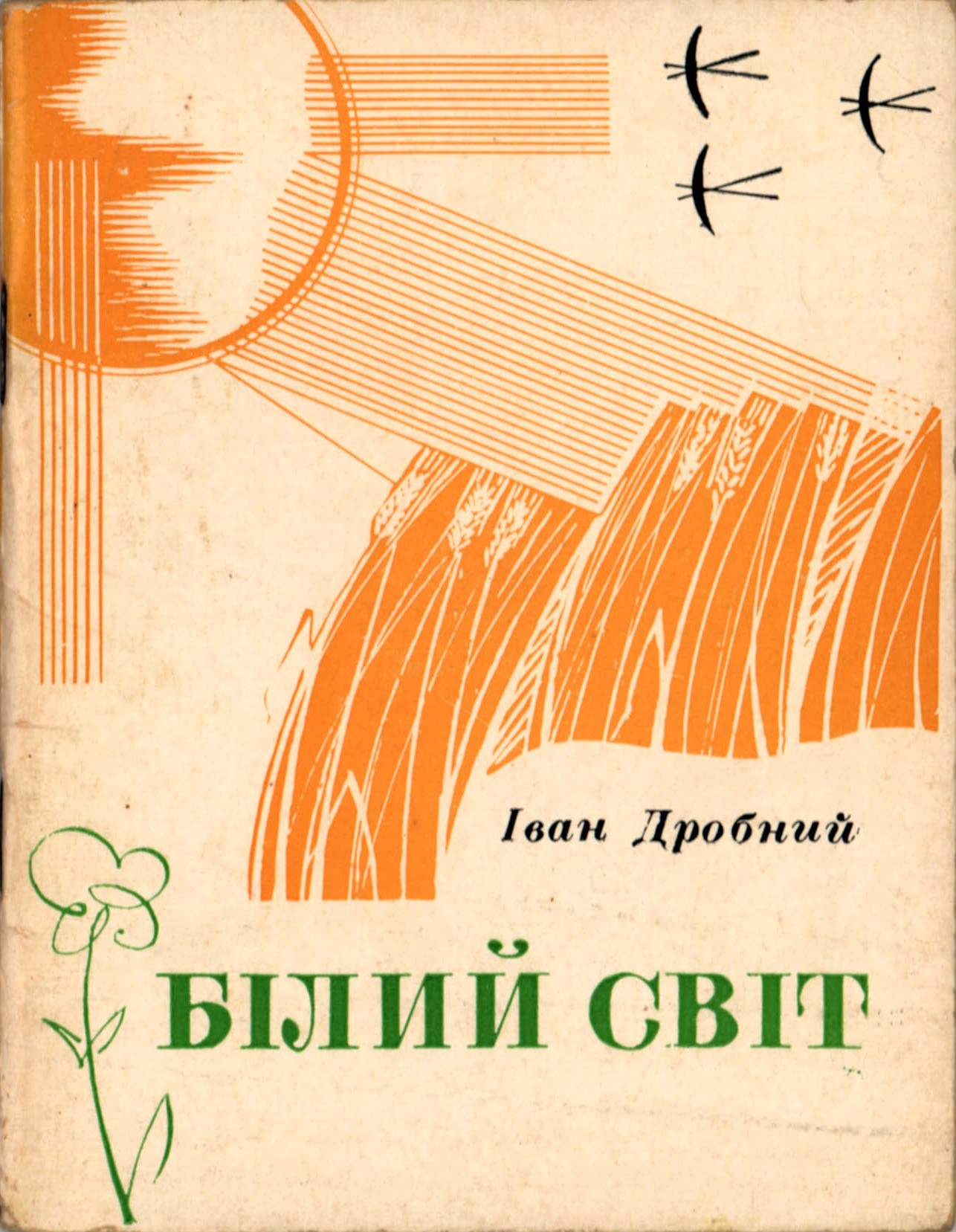
Фото збірки поезій „Білий світ“ (1976 рік)

- прозової книги «Хата з лободи» (2003), до якої увійшли автобіографічна повість і літературні портрети краян;
- вибраних творів «Вереснева золота печаль».

Віршам Дробного властиві ліризм, пісенні інтонації. Деякі з них поклали на музику Іван Сльота та інші композитори.
Окремі поезії Дробного перекладено російською мовою.
Автор багатьох статей і заміток про історію Черкащини.
1998 року став лауреатом Черкаської обласної літературно-публіцистичної премії «Берег надії» імені Василя Симоненка  за збірку «Груша серед поля».
Письменник Сергій Носань так висловився про творчість Івана Дробного:
| «Його твори навдивовижу ясні, прості і потрібні людям, як шматочок хліба, як ковток студеної криничної води, як чисте повітря… І все ж при зовнішній простоті й доступності поезії Дробного несуть у собі філософську глибину народної мудрості, іронію, часто зблискують так притаманним народу нашому гумором і лагідною веселістю…» |

## Вшанування пам'яті
У 2020 році Золотоніською міською радою спільно з Черкаською обласною організацією НСПУ запроваджено Всеукраїнську літературно-мистецьку премію імені Івана Дробного.

## Галерея

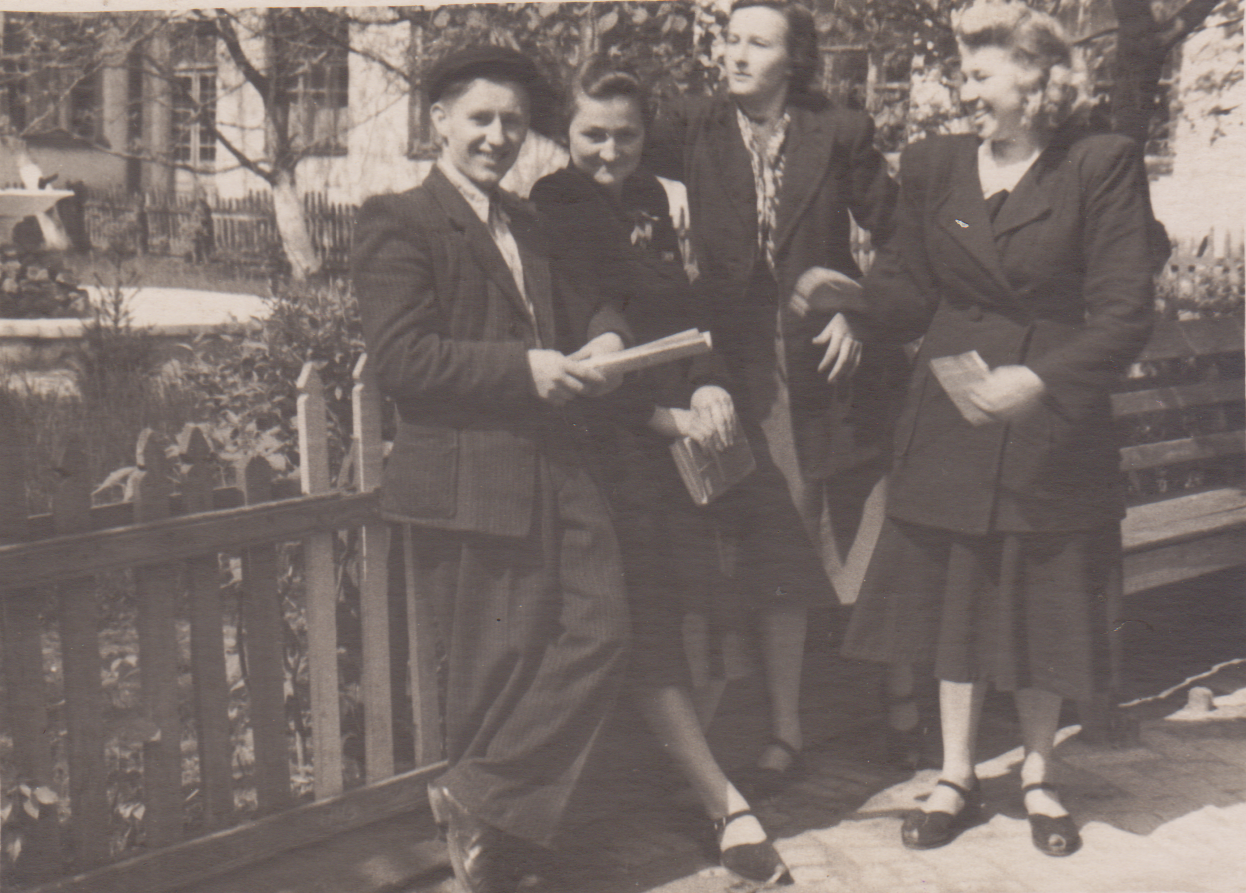
Дробний І. С. у колі однокурсників Черкаського педінституту (травень 1953 року)
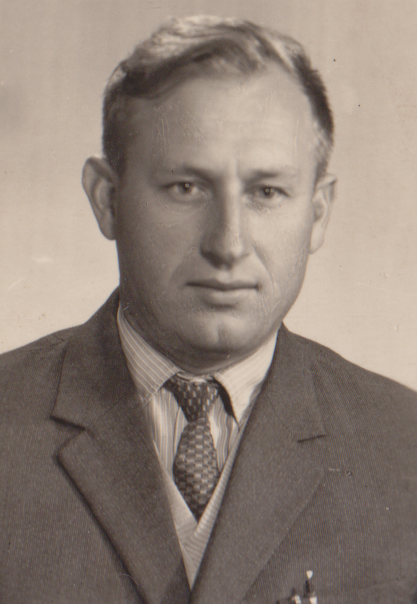
Дробний І. С. (1961 рік)
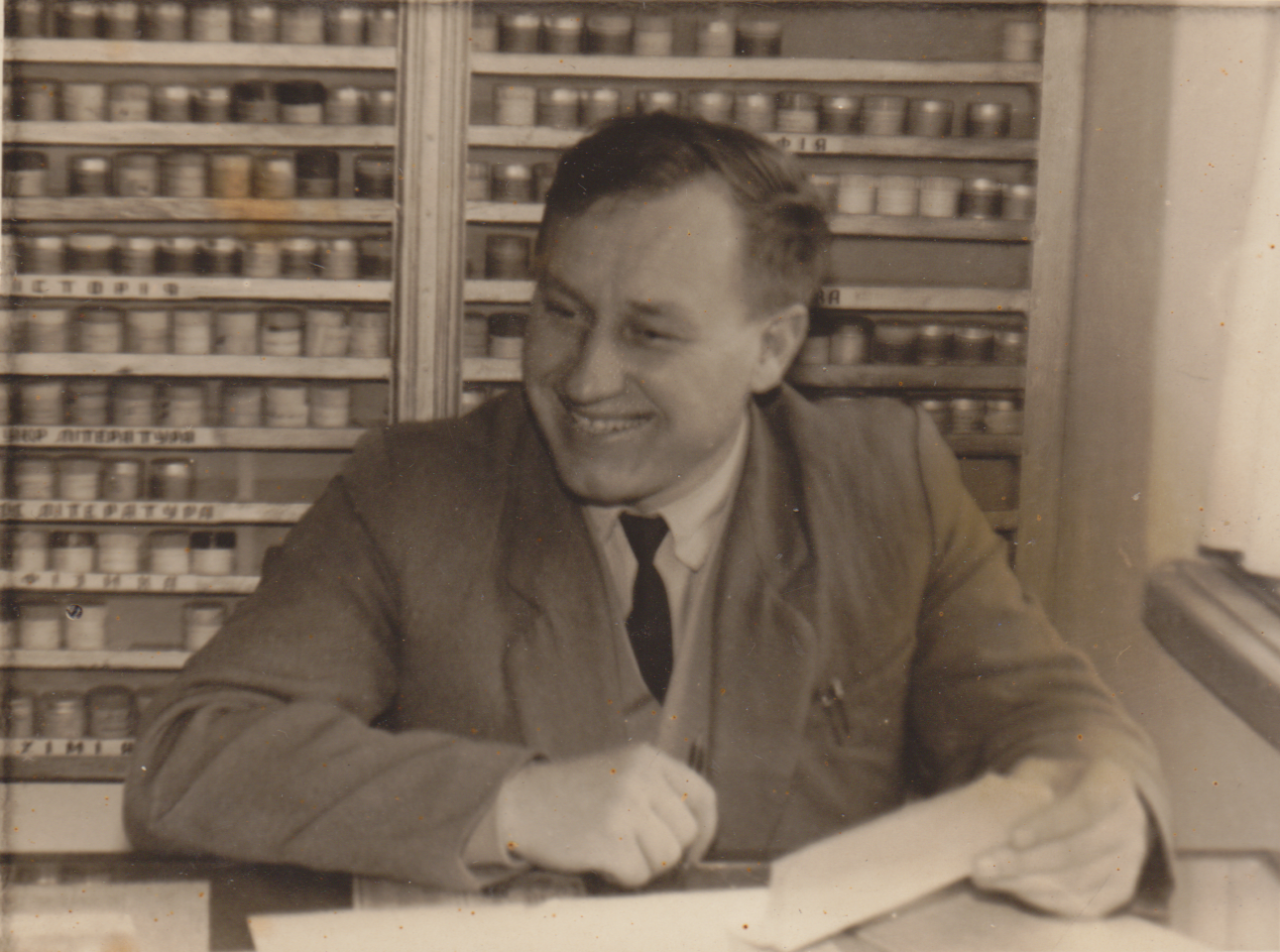
Дробний І. С. (квітень 1967 року)
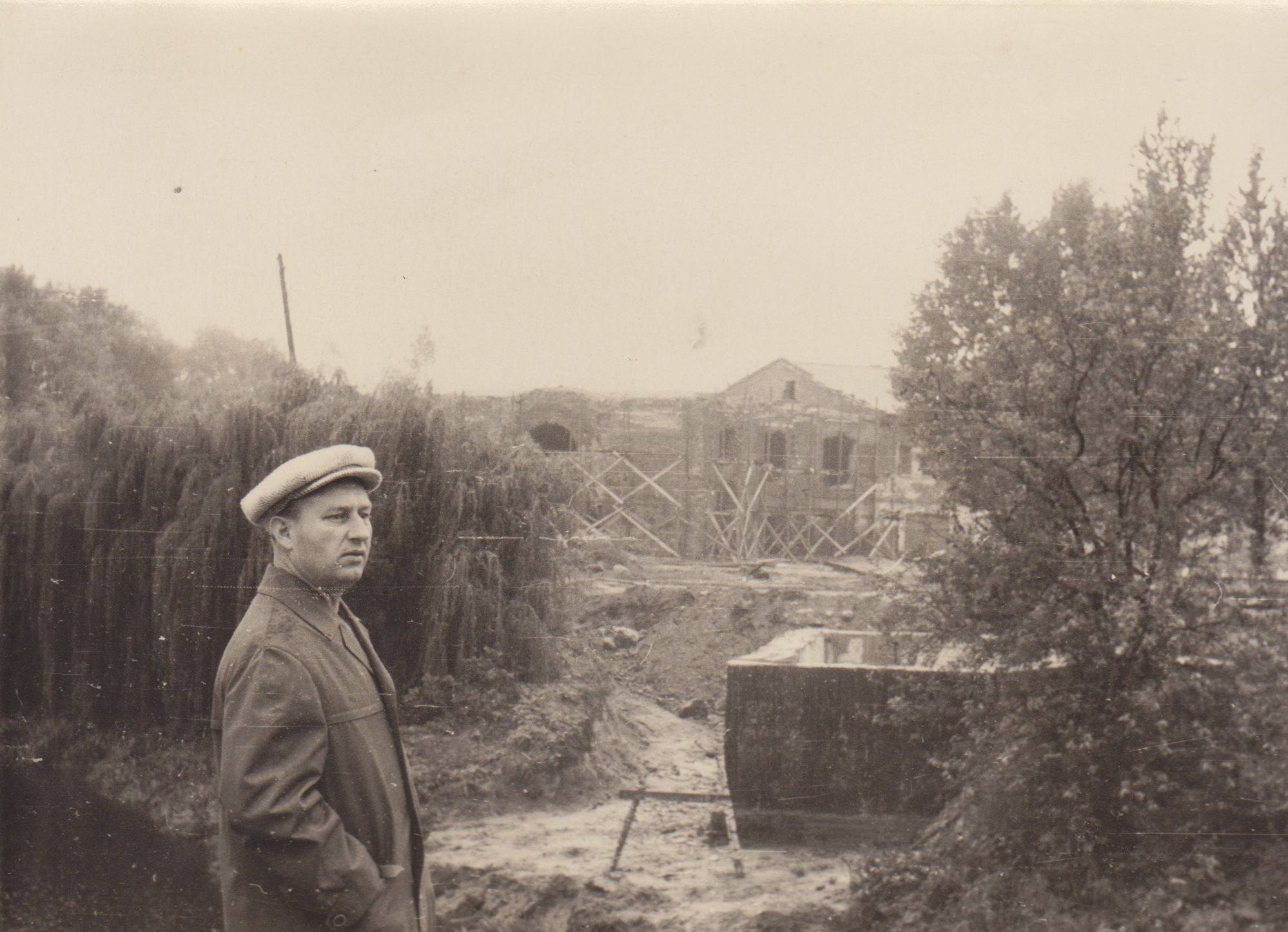
Дробний Іван Семенович (1970 рік, місто Брест, Брестська фортеця)
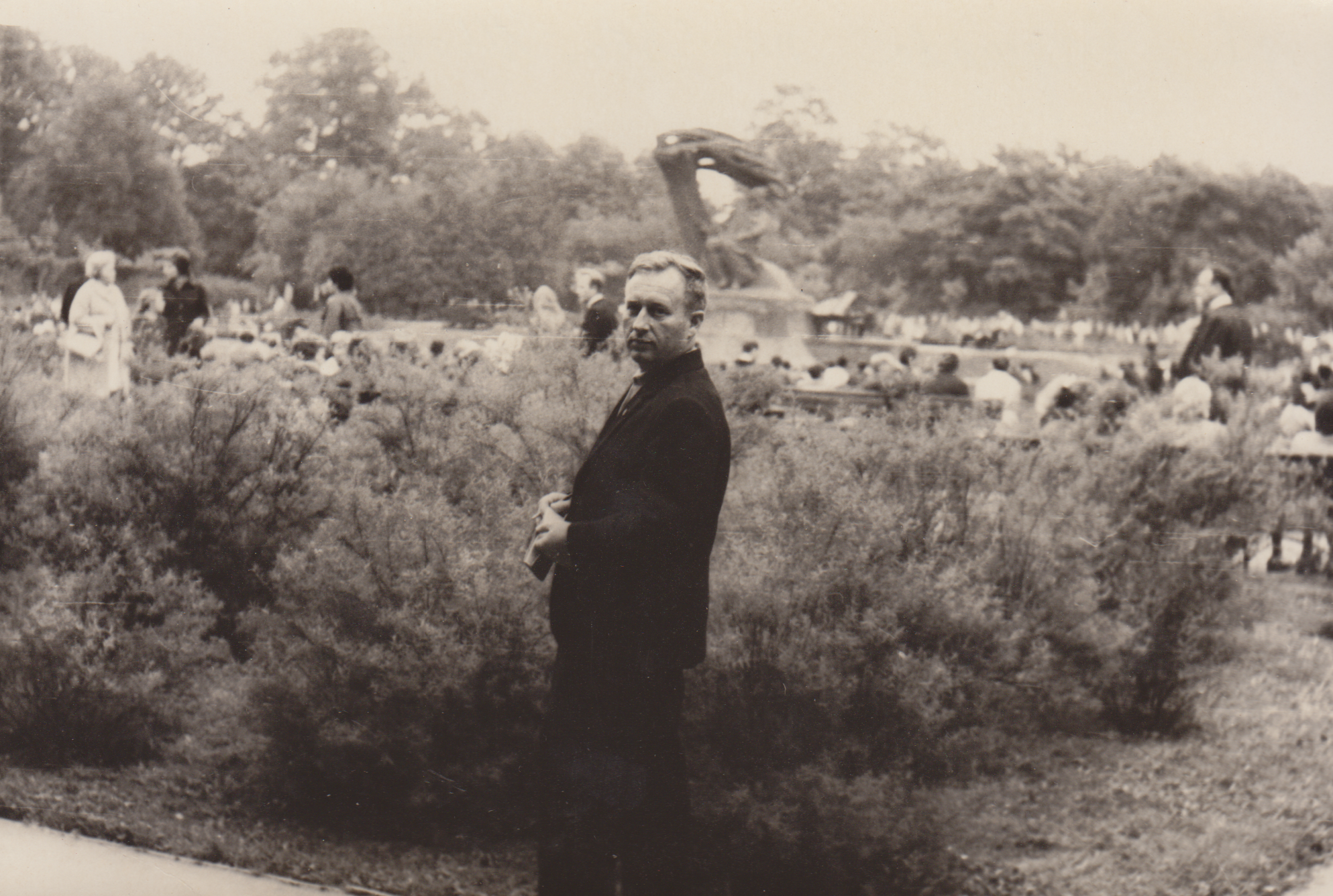
Дробний І. С. у Варшаві біля пам'ятника Шопену (1970 рік)
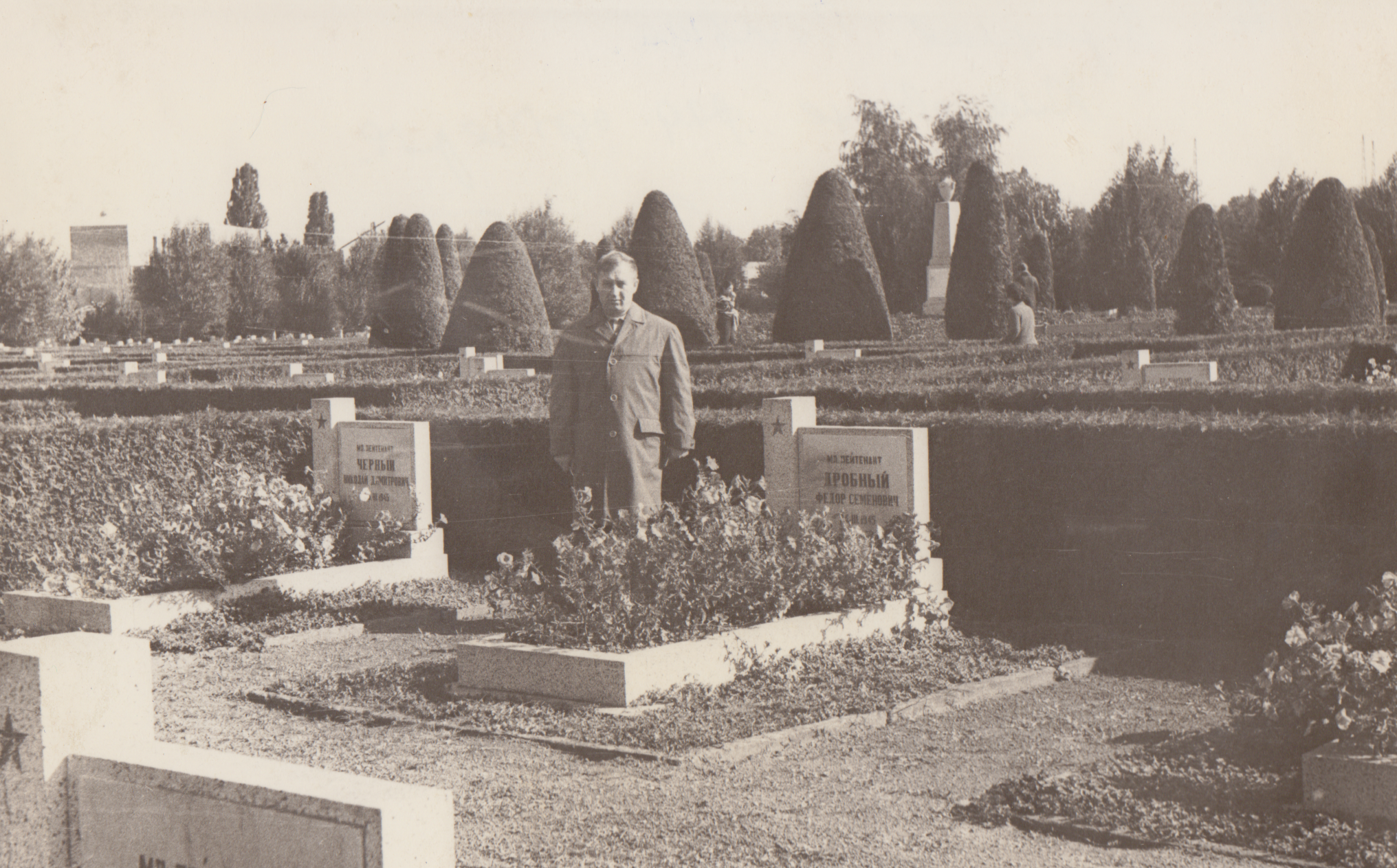
Дробний І. С. (Вроцлав, кладовище радянських офіцерів, 1970 рік)
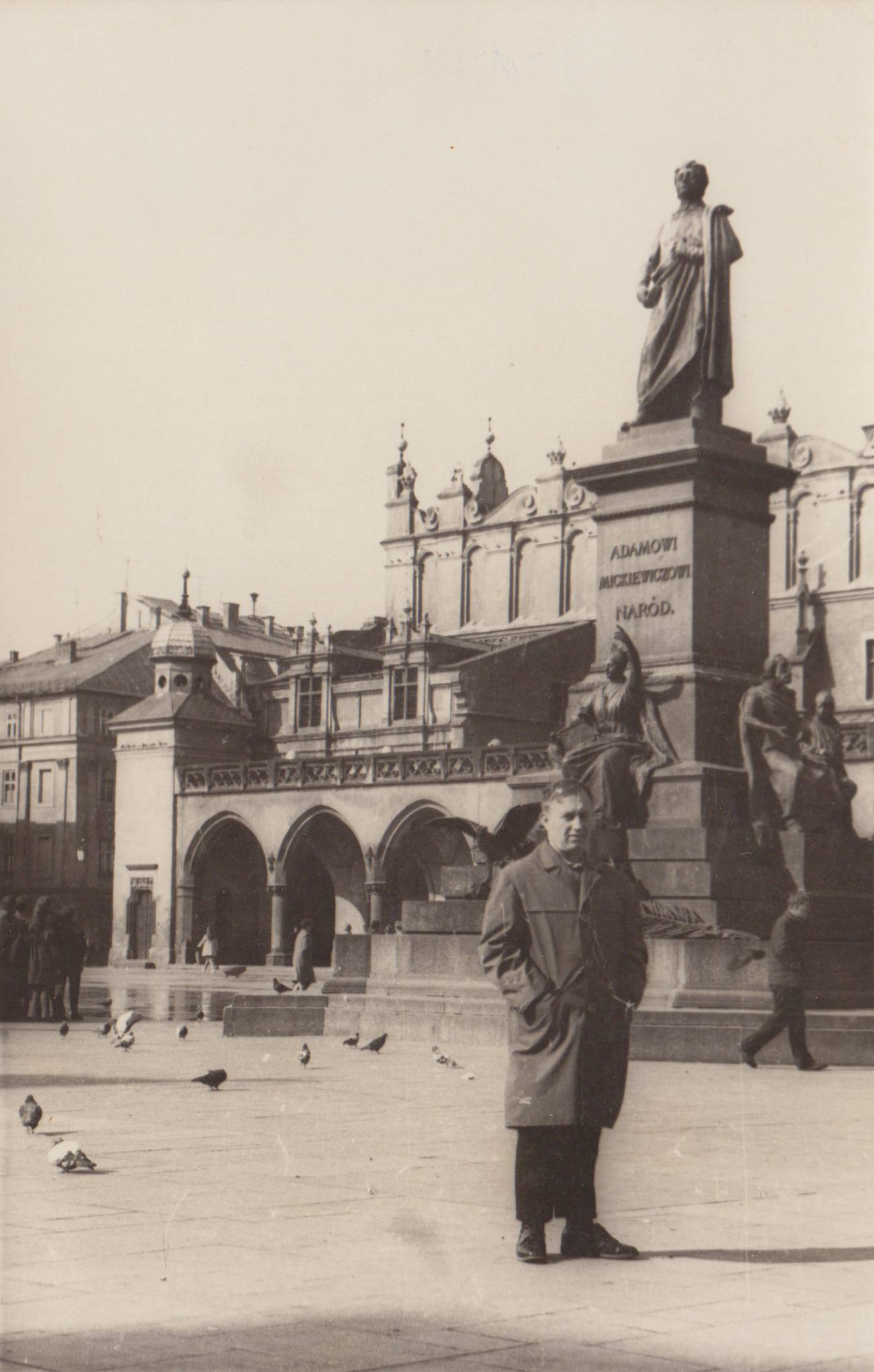
Дрбний І.С. у Кракові біля пам'ятника Адаму Міцкевичу (1970 рік)
Дробний І. С. серед літераторів (Золотоноша, серпень 1971 року)
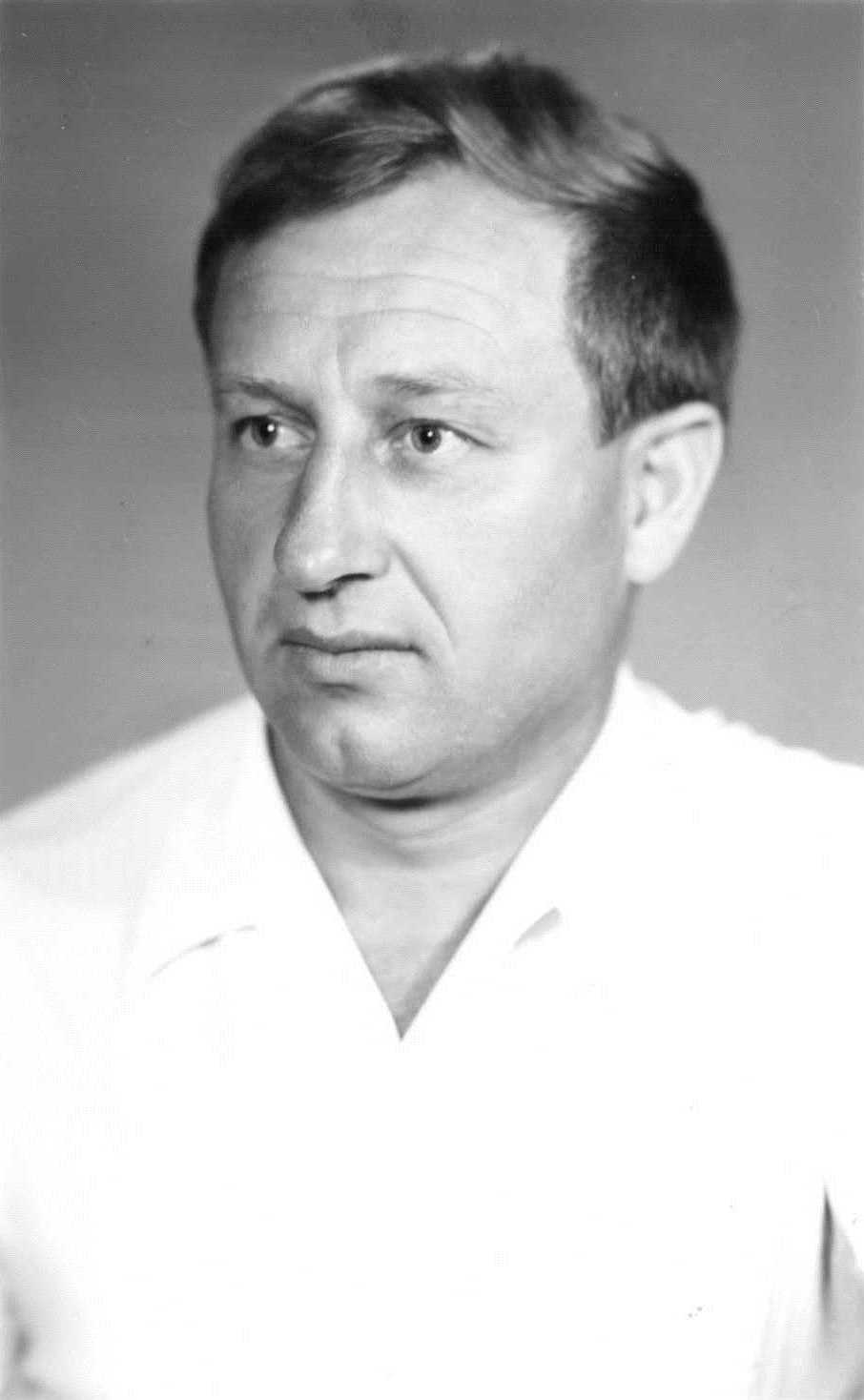
Дробний І. С. (1973 рік)
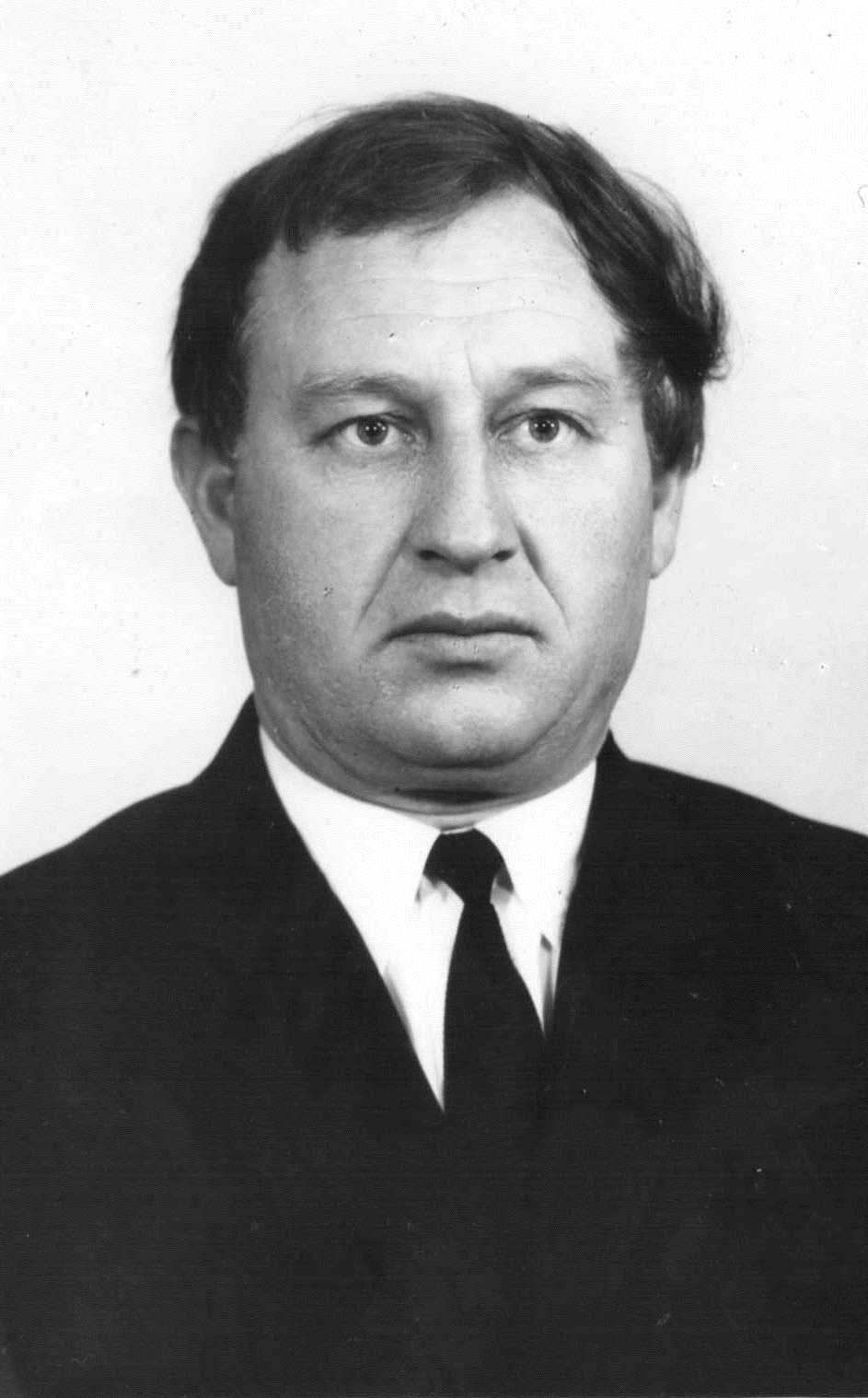
Дробний І. С. (1974 рік)
Жробний І.С. у день виходу збірки поезій „Білий світ“ (20 серпня 1976 року)
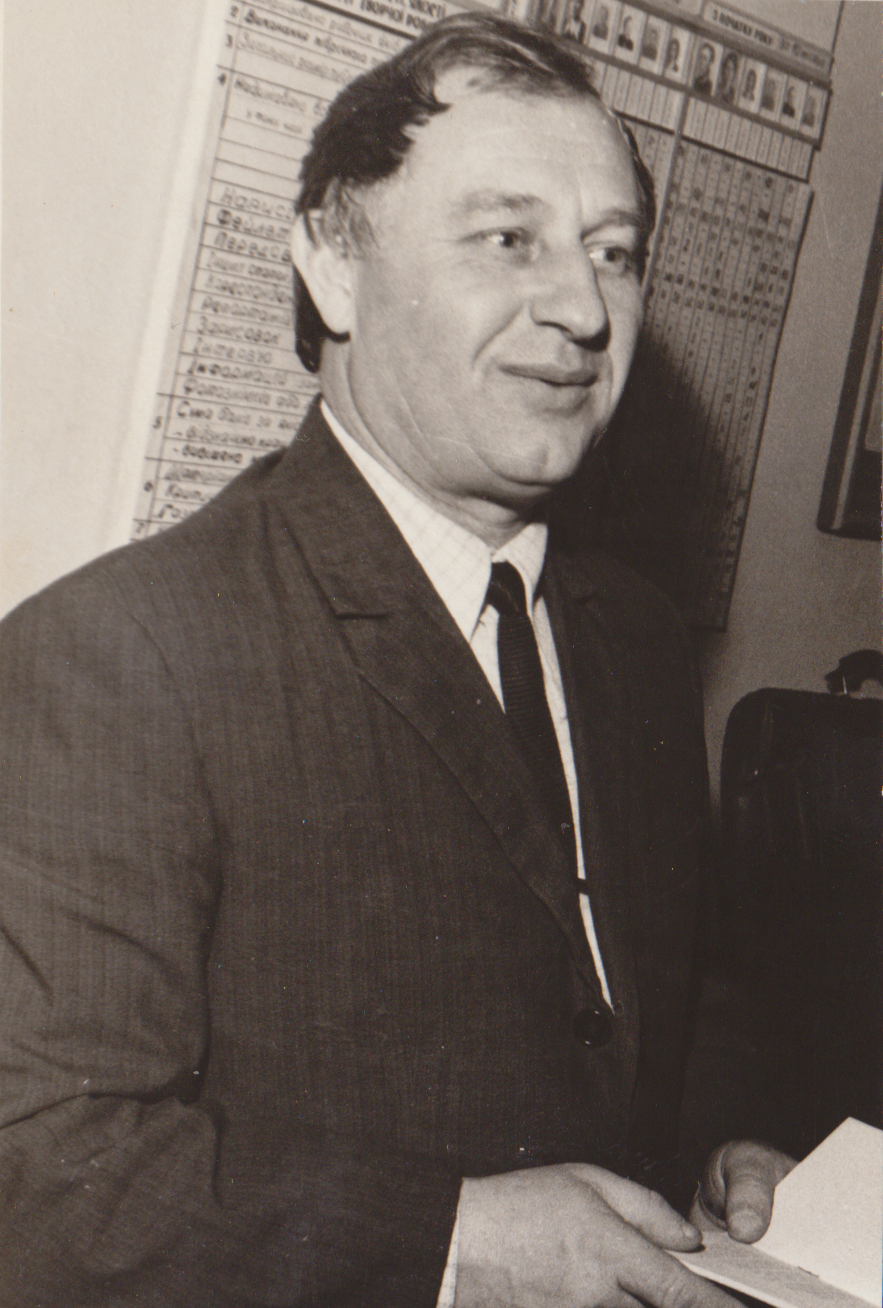
Дробний І. С. на засіданні літературної студії „Златоград“ у Золотоноші з приводу прийняття його до НСПУ (25 листопада 1977 року)
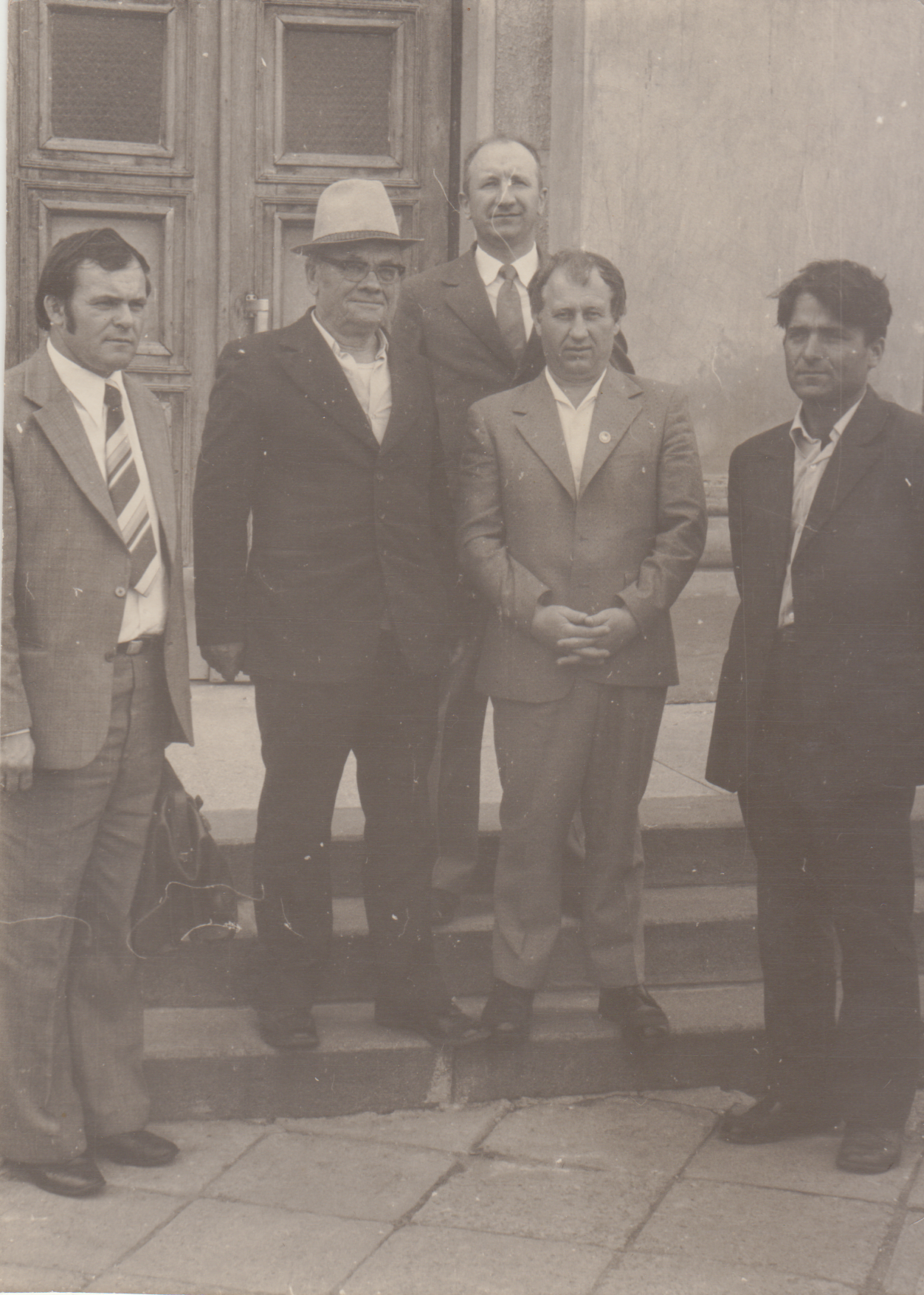
Українські письменники Сергій Носань, Василь Безпалий, Іван Дробний та інші (Черкаси, 29 червня 1977 року)
Дробний І. С. (крайній справа) та інші на Тарасовій горі (Канів, жовтень 1977 року)
На фото зліва направо: Негода Микола Феодосійович, І.С. Дробний, Марсюк Василь Андрійович (1976 рік)
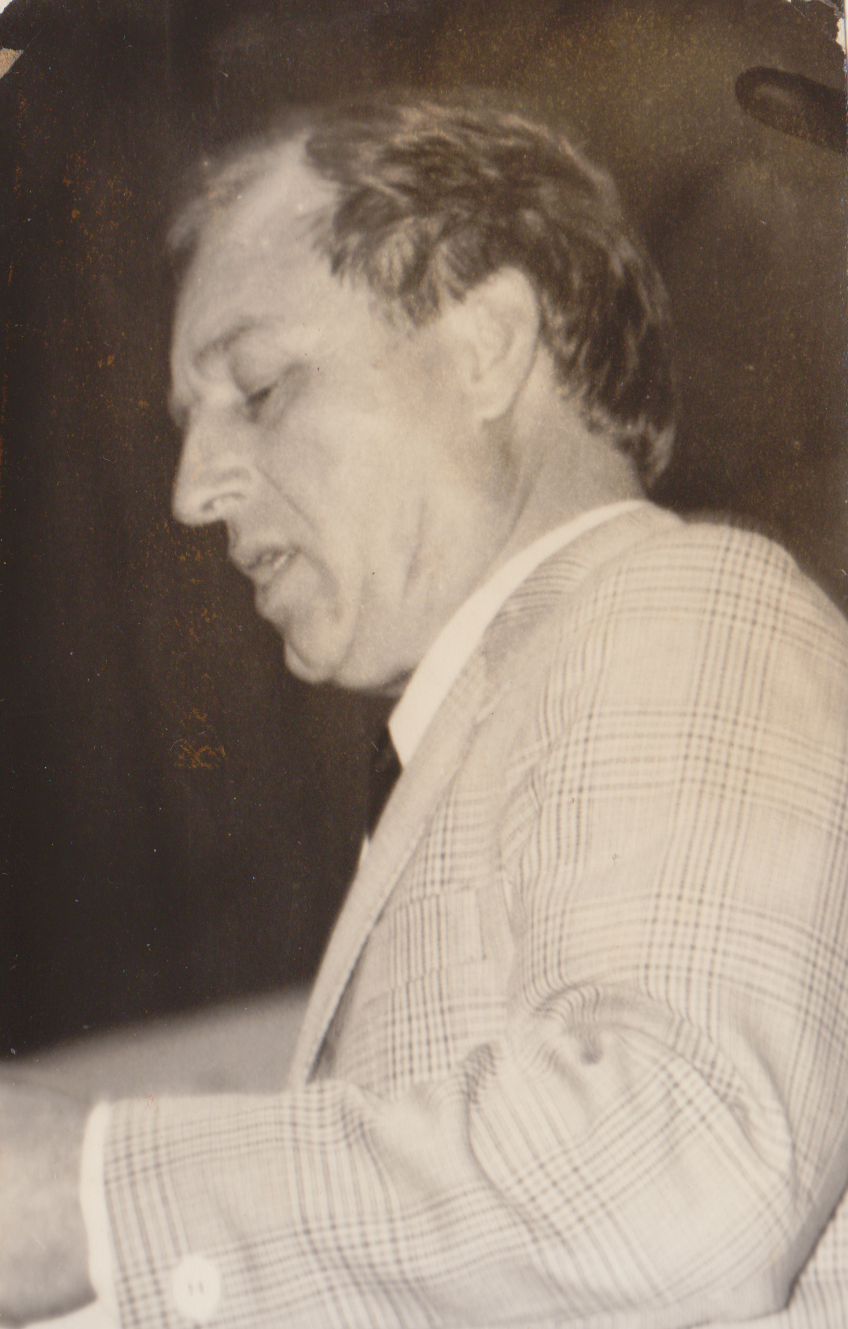
Дробний І.С. („Поетичний Жовтень“, Золотоноша, будинок культури, 3 жовтня 1978 року)
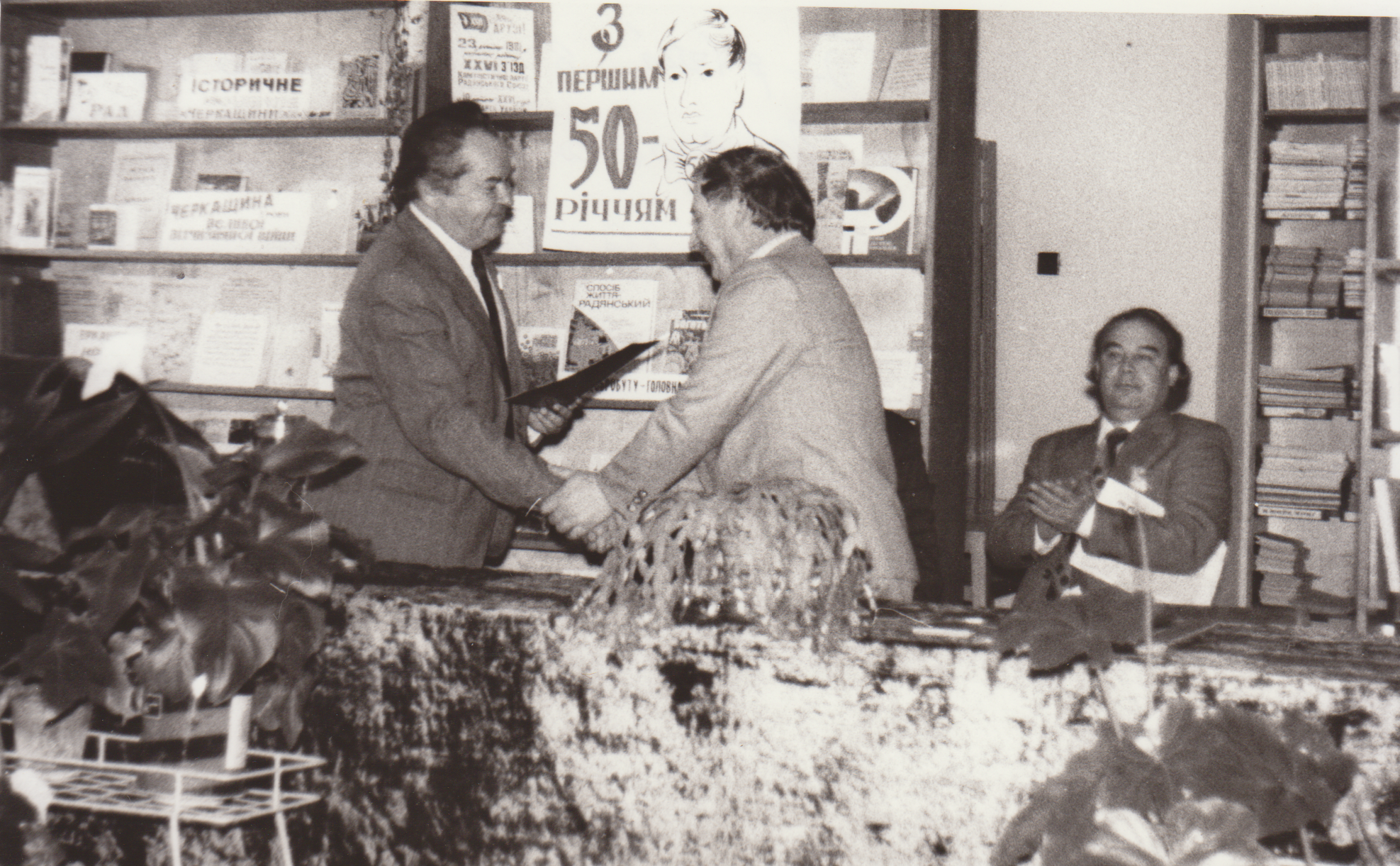
Іван Дробнийна 50-річчі з Миколою Негодою та Миколою Дашківським (1981 рік)
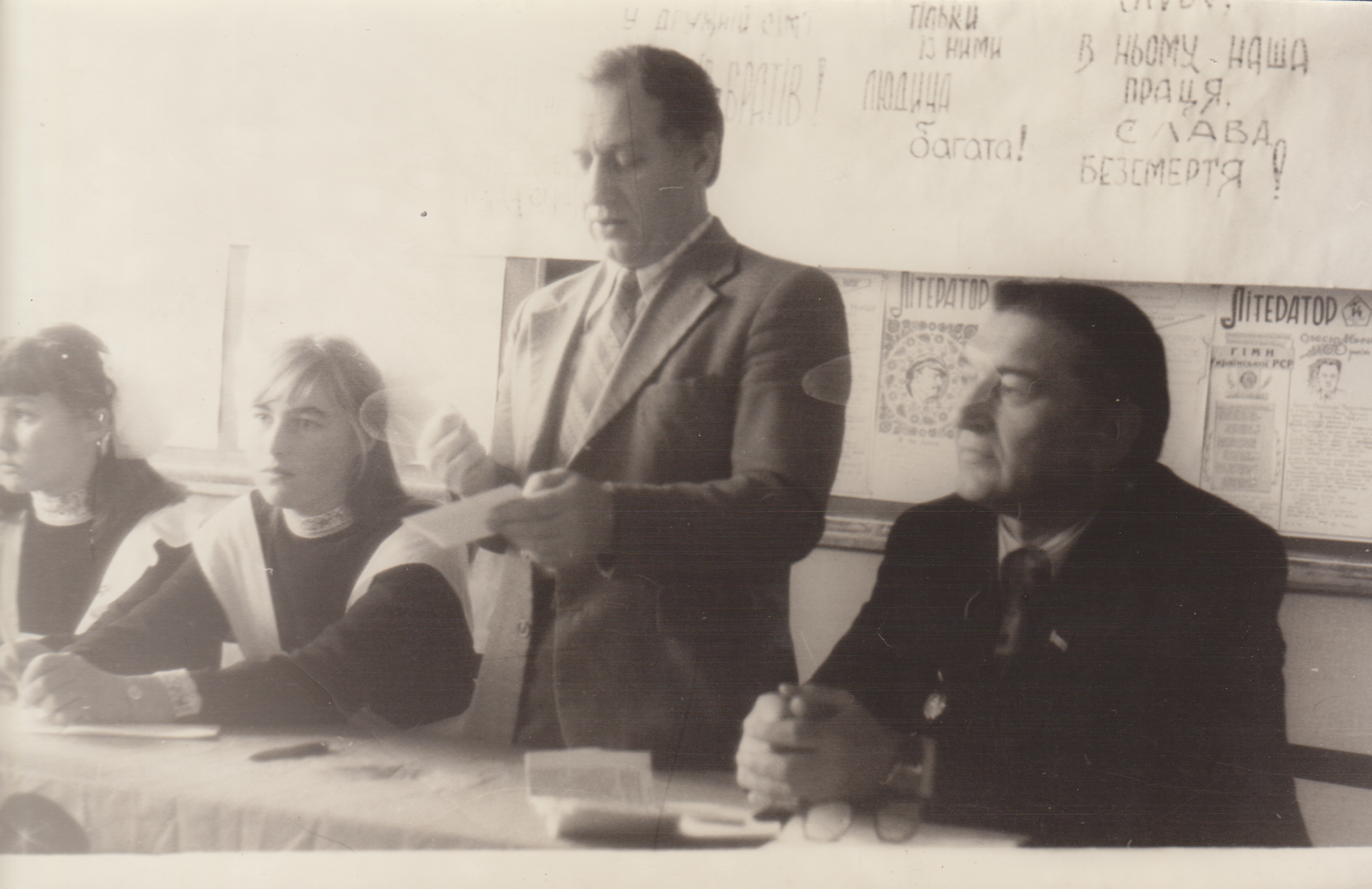
Виступ І.С. Дробного за зустрічі з товариством „Слово“ (Великохутірська середня школа, листопад 1981 року)
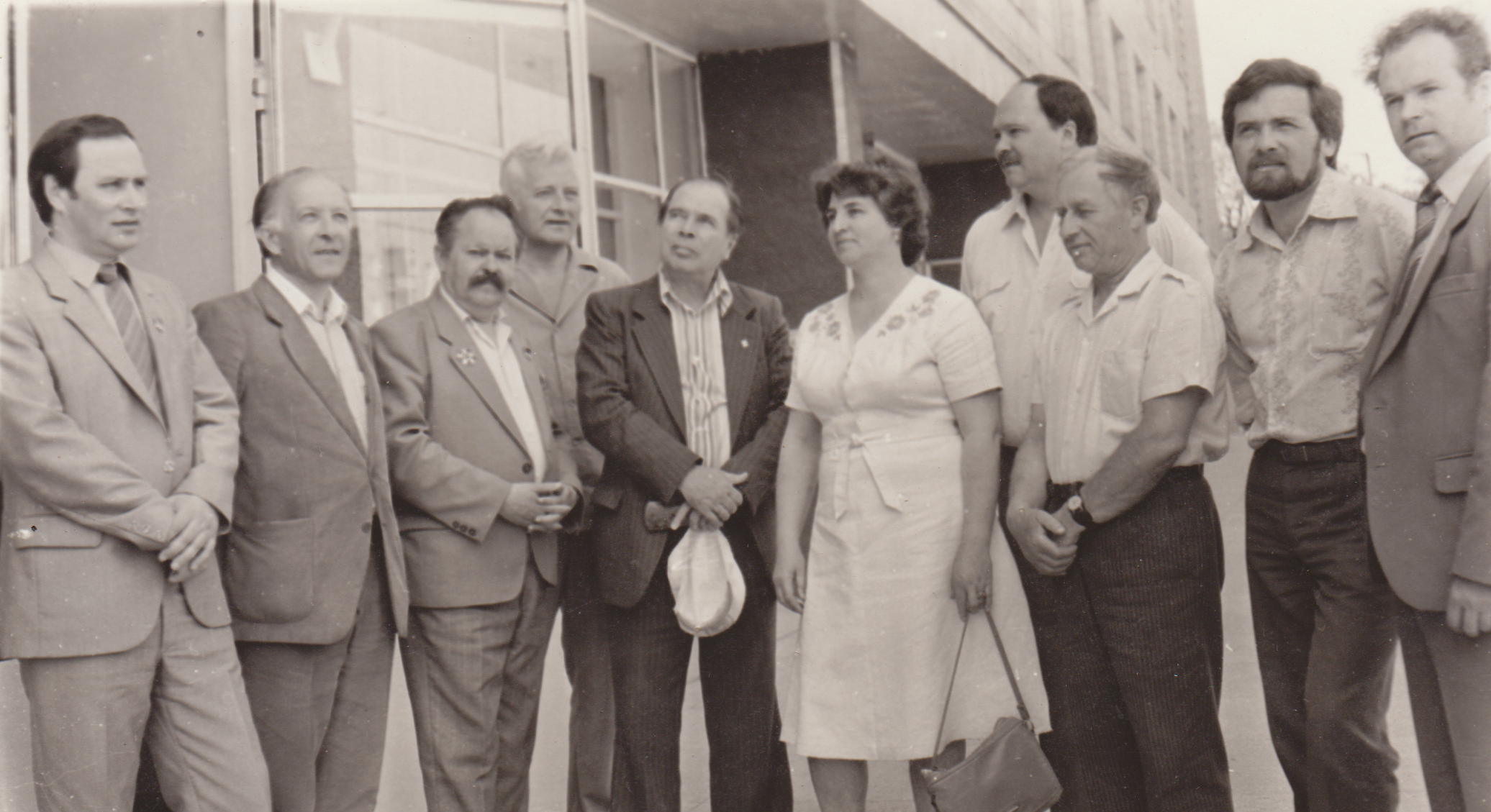
На фото зліва направо: третій - М. Негода, восьмий - І. Дробний, дев'ятий - Р. Бухараєв (Кам'янка, 31 травня 1986 року)
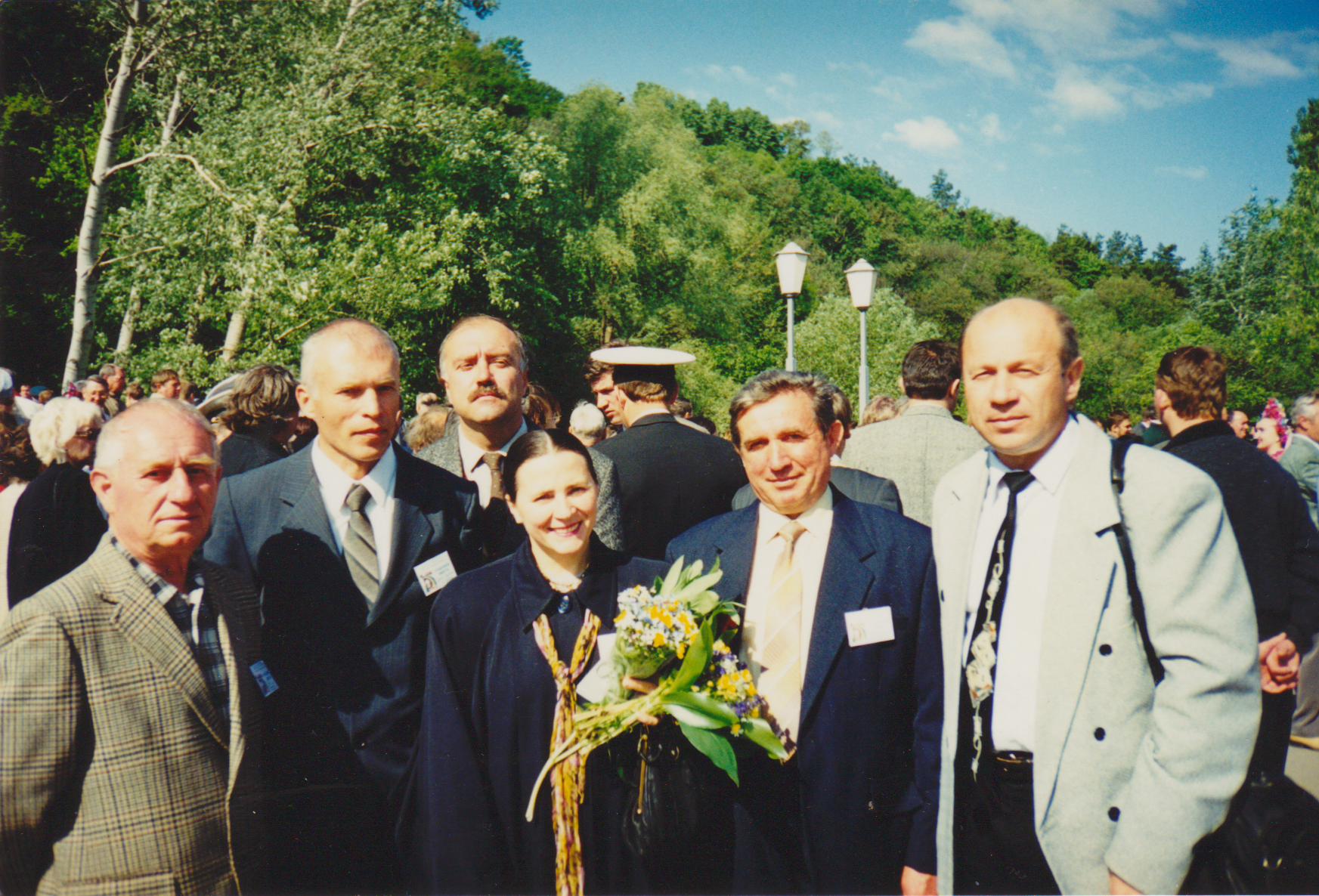
Ніна Матвієнко з черкаськими літераторами: Іван Дробний, Сергій Руднєв, Сергій Левченко, Олександр Зеленько, Володимир Поліщук (Канів, Тарасова гора, 1999 рік)
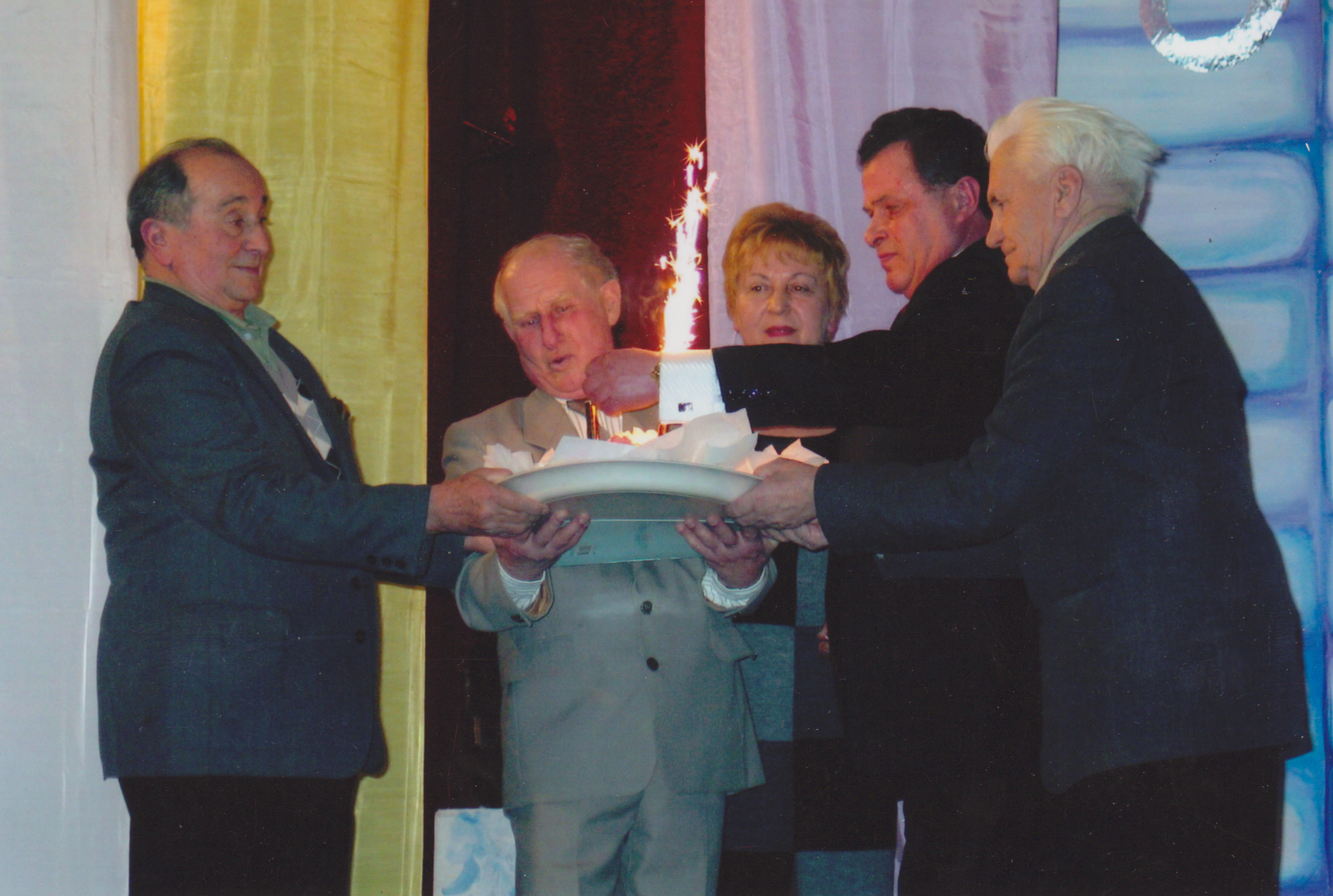
Вручення українському Дробному І. С. ювілейного торту (16 січня 2006 року)
Грамота НСАУ І.С. Дробному (Київ, 2006 рік)
Диплом Черкаської ОДА Дробному І.С. за перемогу в обласному огляді-конкурсі видавничих організацій у номінації «Краща книга місцевого автора» за книгу «За пагорбами літ» (5 червня 2007 року)